# TV Sat Magazyn
TV Sat Magazyn – wydawany w Łodzi najstarszy w Polsce oraz w Europie miesięcznik poświęcony tematyce telewizji satelitarnej oraz kablowej, w tym m.in. telewizji cyfrowej i naziemnej DVB-T. Redaktorem naczelnym miesięcznika jest Henryk Ciski.

## Historia
Pierwszy numer TV Sat Magazynu został wydrukowany 15 marca 1989 roku. Od samego początku istnienia miesięcznik w dużej mierze jest poświęcony tematyce satelitarno-kablowej, zawierającym opisy i nowości z dziedziny telewizji satelitarnej i kablowej oraz telekomunikacji i elektroniki.
Oprócz tematyki satelitarnej i kablowej TV Sat Magazyn publikuje m.in. informacje medialne, telewizyjne propozycje programowe na cały miesiąc czy propozycje z dziedziny muzyki (do 2007 roku TV Sat Magazyn drukował program telewizyjny satelitarnych stacji telewizyjnych, m.in. Polsatu czy TVP Polonia).
Co roku, jeden z przedstawicieli TV Sat Magazyn jest w jury nagrody telewizyjnej Eutelsat TV Awards.

## Współpraca
TV Sat Magazyn współpracuje m.in. z PIKE i Eutelsatem oraz z niektórymi sieciami kablowymi, m.in. TOYA, Telewizja Kablowa Koszalin, Telewizja Kablowa Kołobrzeg, Gawex Media czy Telewizja Kablowa Chopin.

## Redakcja
W skład redakcji czasopisma wchodzą:
- Henryk Ciski – redaktor naczelny.
- Zdzisław Marchewka – wykazy, testy sprzętu, technika.
- mgr inż. Seweryn Kobyliński – technika, porady z cyklu „Inżynier redakcyjny odpowiada”.
- Jerzy Barski – felietony.
- Janusz Osowski – felietony.

## Siedziba
Siedziba TV Sat Magazynu znajduje się w Łodzi przy ul. Traugutta 25.
Strona internetowa redakcji:
www.tvsat.pl